# 페더
페더(Feder)는 프랑스의 DJ이다. 대표곡은 "Goodbye"이다.